# 帕徹獨彭大寺院
帕徹獨彭皇家大寺院（皇家轉寫：Wat Phra Chettuphon Wimonmangkhlaram Ratchaworamahawihan，國際音標：[wát pʰráʔ tɕʰê:t.tù.pʰon wíʔ.mon.maŋ.kʰlaː.raːm râːt.tɕʰá.wɔː.ráʔ.má.hǎː.wíʔ.hǎːn]），為泰國曼谷拍那空县的一間大型佛寺。坐落於拉达那哥欣岛，北面毗鄰曼谷大皇宫。該寺原為大城王朝時期的菩提寺，中文常稱為「臥佛寺」。寺內有一尊46公尺長的卧佛像。
帕徹獨彭皇家大寺院為皇家佛寺。拉瑪一世基於原先波他欖寺的基礎進行改建，並在往生之後成為其主廟，部分的骨灰也安放於此。拉玛三世繼位後，亦大舉擴建及裝修此寺。寺內藏有全泰國最豐富的佛教藝術品。帕徹獨彭大寺院亦為早期泰國的公共教育重鎮，擁有一間泰醫學校，寺內的1,431塊泰文碑銘，也於2011年受聯合國教科文組織錄入亞洲的世界記憶計畫。此外，該寺也是傳統泰式按摩的發源地，迄今仍有持續授課。

## 歷史
本寺原名波他欖寺（Wat Photaram），意指印度菩提伽耶的摩訶菩提樹，佛陀曾在此樹下修行並悟道。本寺為曼谷最古老的寺廟之一，多數人僅使用其原名簡稱「Wat Pho」。在那萊大帝時期，有一位法國工程師得拉瑪（De Lamar）曾在此設置一星形要塞，但在1688年曼谷圍城戰後被帕碧罗阇拆毀。因此據信該寺建立於帕碧罗阇統治期間（1688年–1703年），但建造的確切日期和建造者已不可考。
在阿瑜陀耶遭到緬甸貢榜王朝攻陷之後，郑昭將首都遷至吞武里，並在黎明寺旁建立王宮，與波他欖寺隔河相望。由於波他欖寺與王宮極為接近，因此其地位被提升至皇家寺院。1782年，拉瑪一世將首都從吞武里遷至河的對岸，並在波他欖寺旁建造大皇宫。1788年，拉瑪一世下改建已破舊不堪的波他欖寺。當時，波他欖寺地板顛簸且滿地泥濘，因此還先進行了排水和地平工程。在修建期間，拉瑪一世也將位於阿瑜陀耶、素可泰，以及其他地方廢棄寺廟中的佛像移置波他欖寺。這批藏品包含了阿瑜陀耶帕席桑碧寺的大量佛教圖畫，帕席桑碧寺於1767年遭到緬甸摧毀。重建工程費時七年。1801年，也就是工程開始後的第12年，波他欖寺及其附近的寺廟群更名為帕徹獨彭寺（Phra Chetuphon Vimolmangklavas），其意參考自「祇园精舍」，而該寺也成為拉瑪一世的主要祭廟。
在接下來的260年，佛寺仍持續的修建，特別是在拉玛三世統治期間（1824年-1851年）。1832年，拉瑪三世開始修葺並擴建該寺院，工程耗時長達16年又7個月。此時該寺院的面積已廣達22公畝，現存的大多建築皆是在此時建造或改建，包含著名的臥佛殿。拉瑪三世也將當時的知識及圖像繪製或銘記於牆上，並將該寺院開放給公眾作為教育中心:90。2007年2月21日，臥佛寺大理石碑及圖像被聯合國教科文組織錄入世界记忆计划，以保護珍貴的歷史記憶財產。臥佛寺被視為泰國的第一座大學，及傳統泰式按摩的發源地。在19世紀中葉西方醫學傳入之前，臥佛寺也是醫學教育的中心。至今寺內仍有一家1957年開設的私立學校仍在教授傳統泰醫學。
拉玛四世統治期間，該寺又被改稱為帕徹獨彭皇家大寺院（Wat Phra Chetuphon Vimolmangklararm）。除了增建第四座泰王寶塔之外，該寺再也沒有顯著的變化，僅有維修工作持續進行。

## 平面圖
1. 金佛殿（Phra Ubosot）
2. 外圍牆（Kamphaeng kaew）
3. 東大殿（East Viharn）
4. 南大殿（South Viharn）
5. 西大殿（West Viharn）
6. 北大殿（North Viharn）
7. Phra Prang

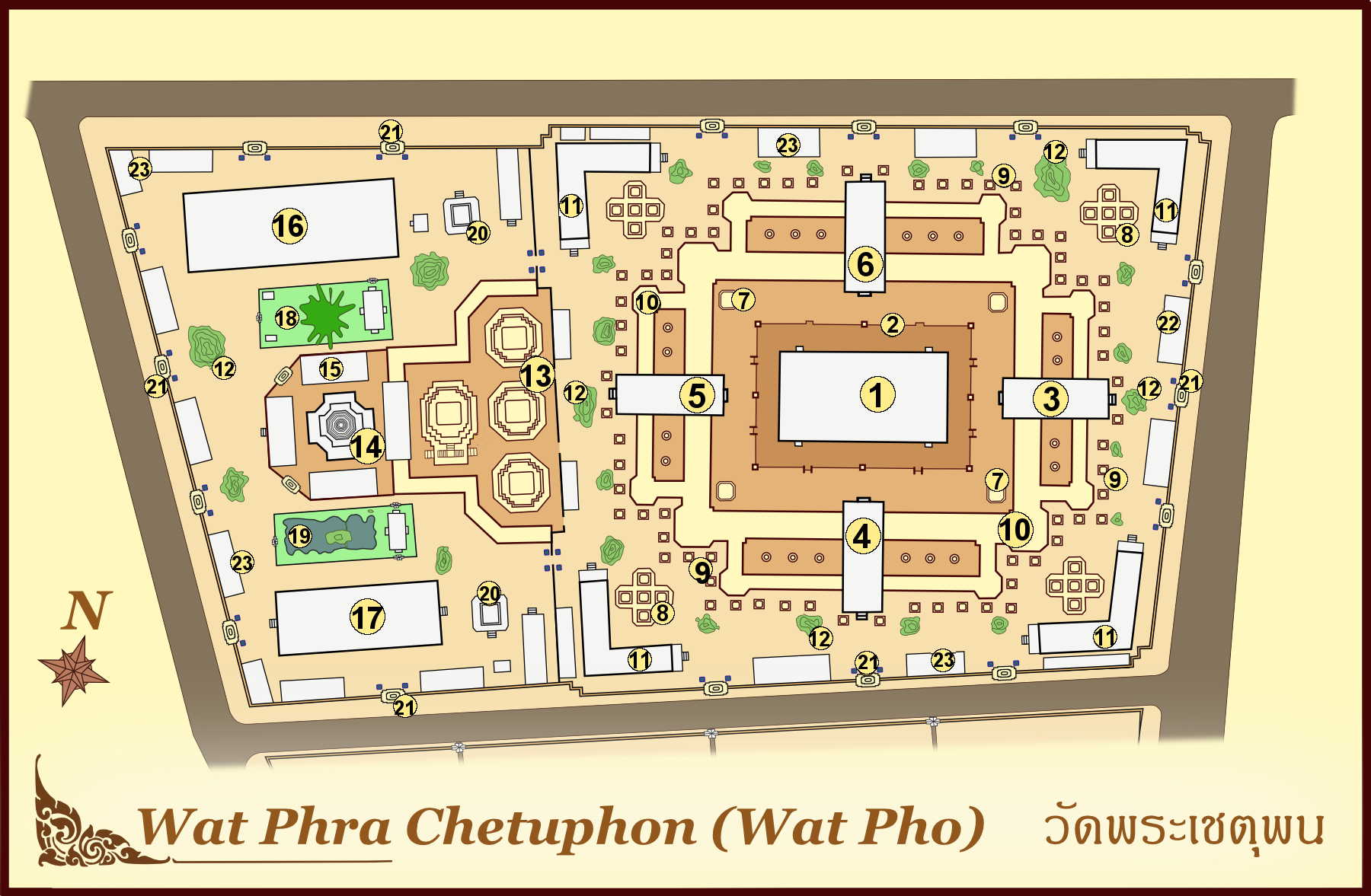
臥佛寺平面圖

8. 5 Chedis with a single base
9. Phra Chedi Rai
10. Phra Rabiang
11. Phra Viharn Kod
12. Khao Mor (rock gardens)
13. 四王寶塔（Phra Maha Chedi Si Rajakarn）
14. Phra Mondop
15. Pavilions
16. 臥佛殿（Viharn Phranorn）
17. Sala Karn Parien
18. Missakawan Park
19. The Crocodile Pond
20. Belfry
21. 大門
22. Massage service
23. Sala Rai

## 图片

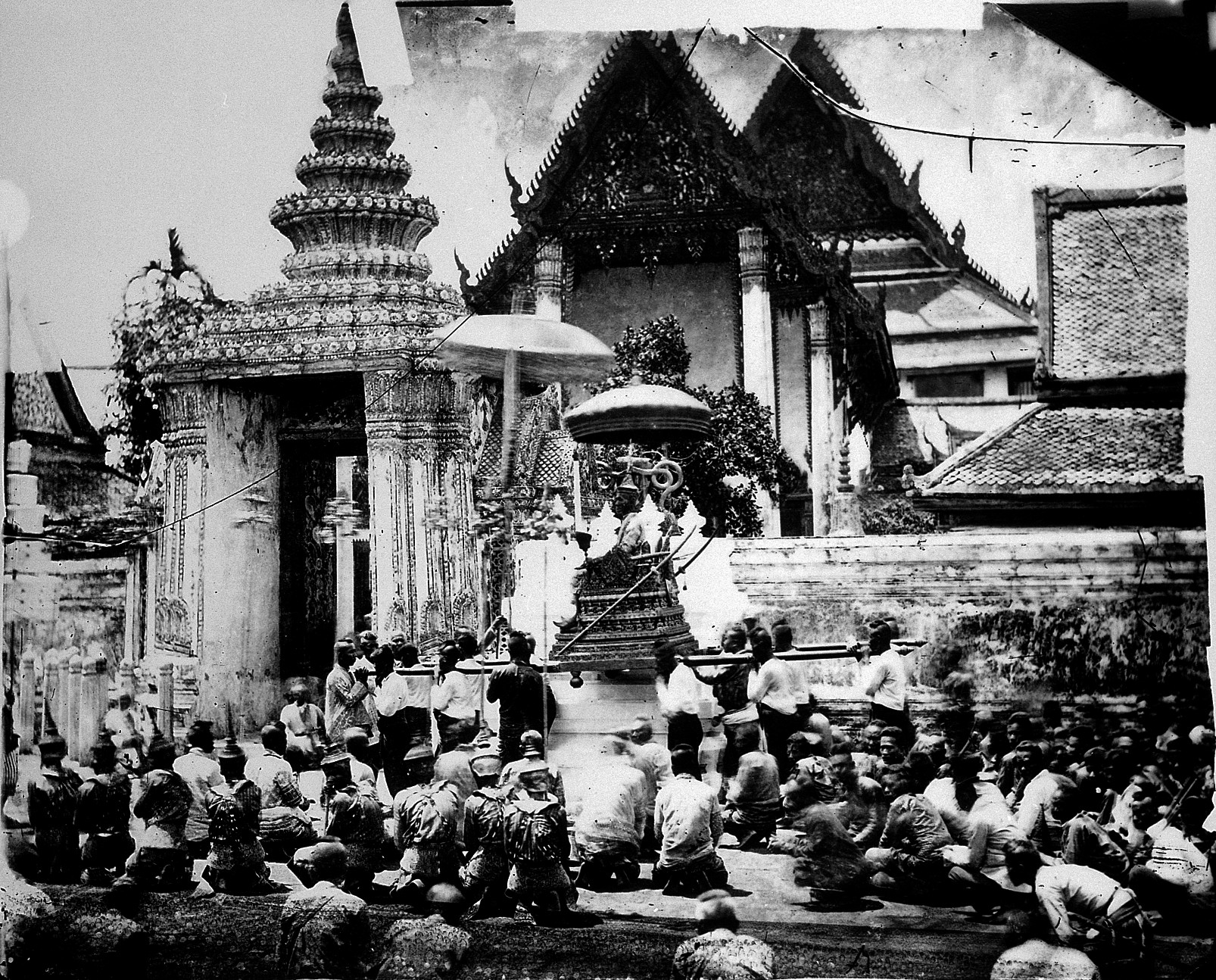
暹羅王親臨臥佛寺，约1865年
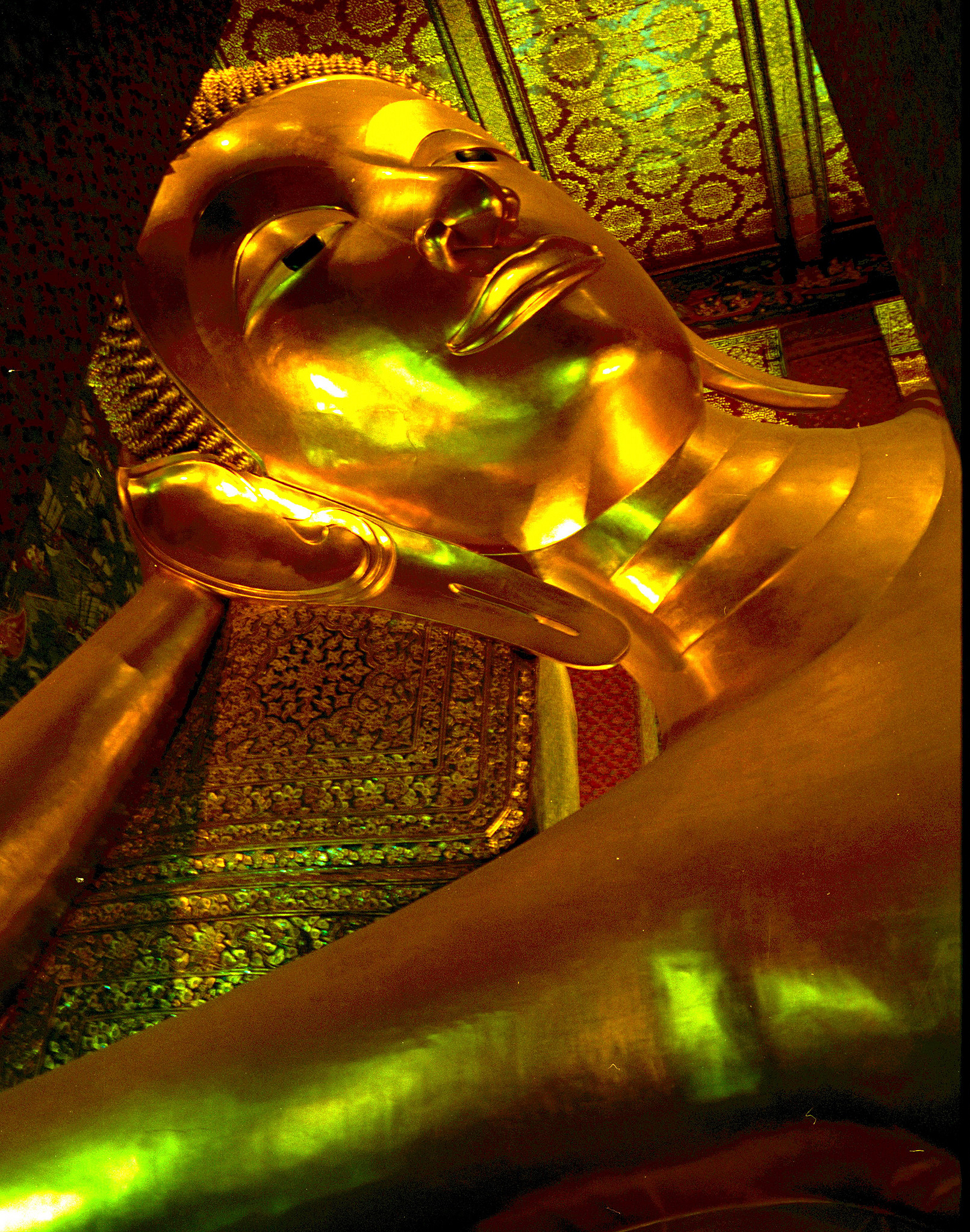
曼谷卧佛
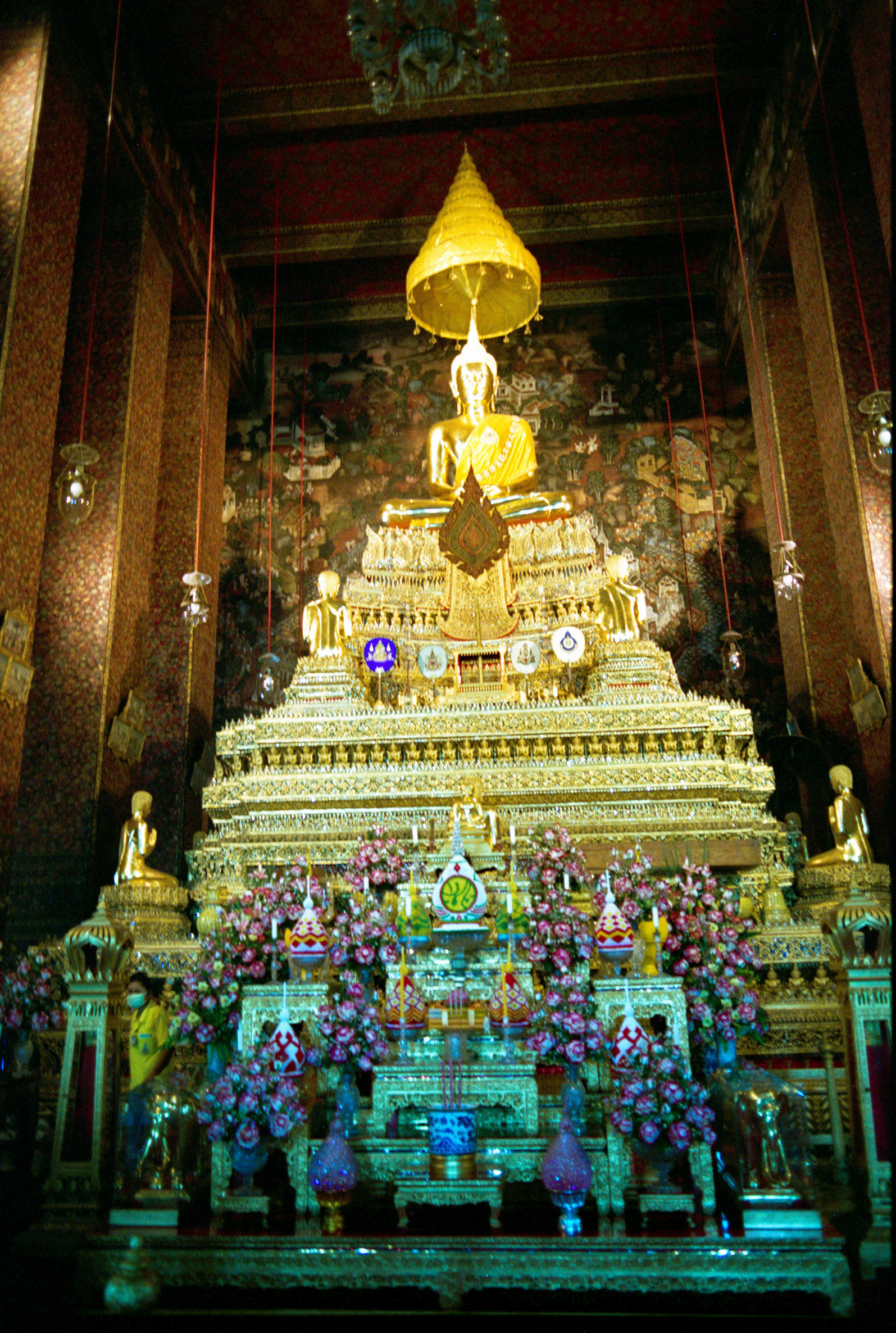
金佛殿
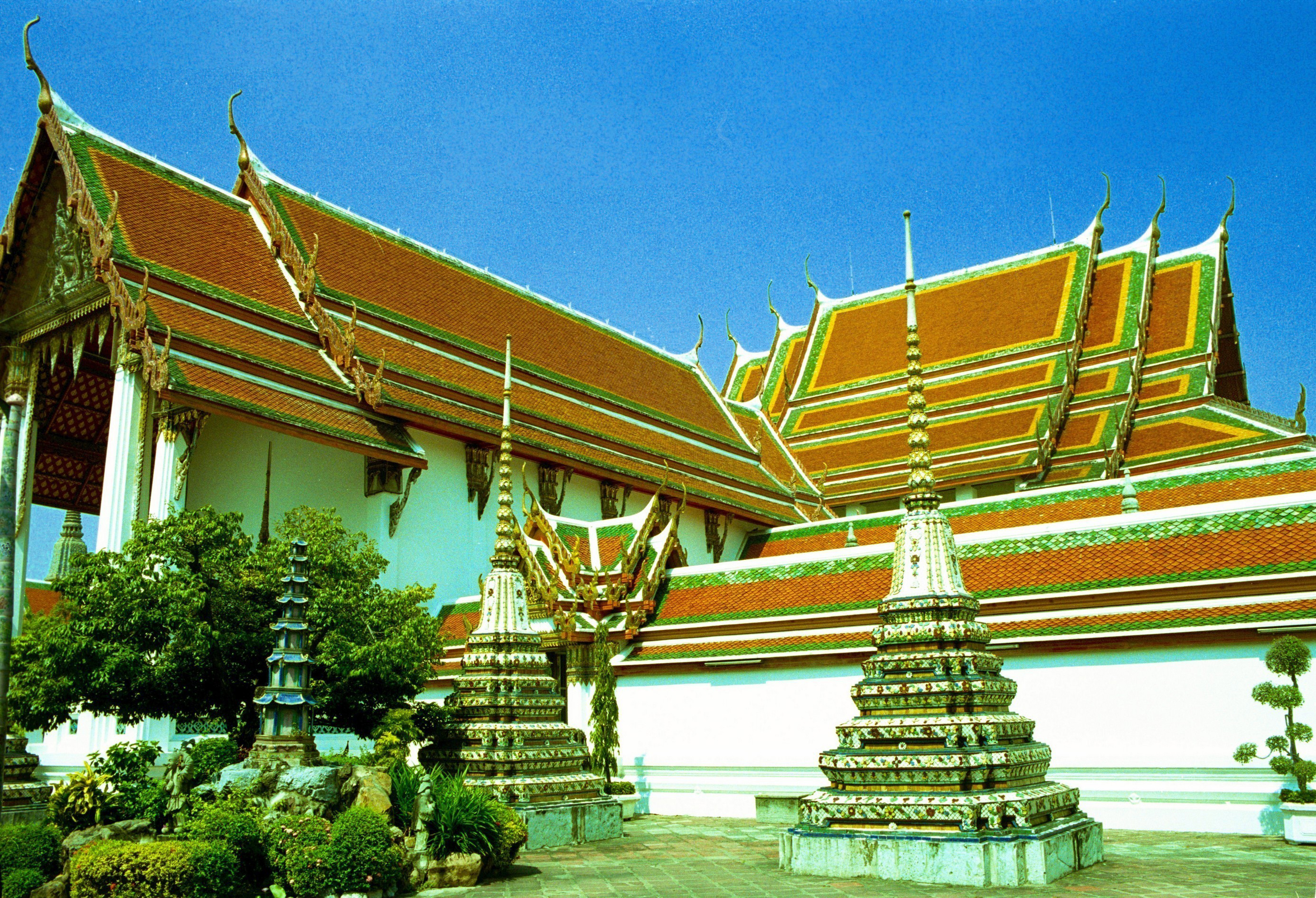
藏经阁和宝塔
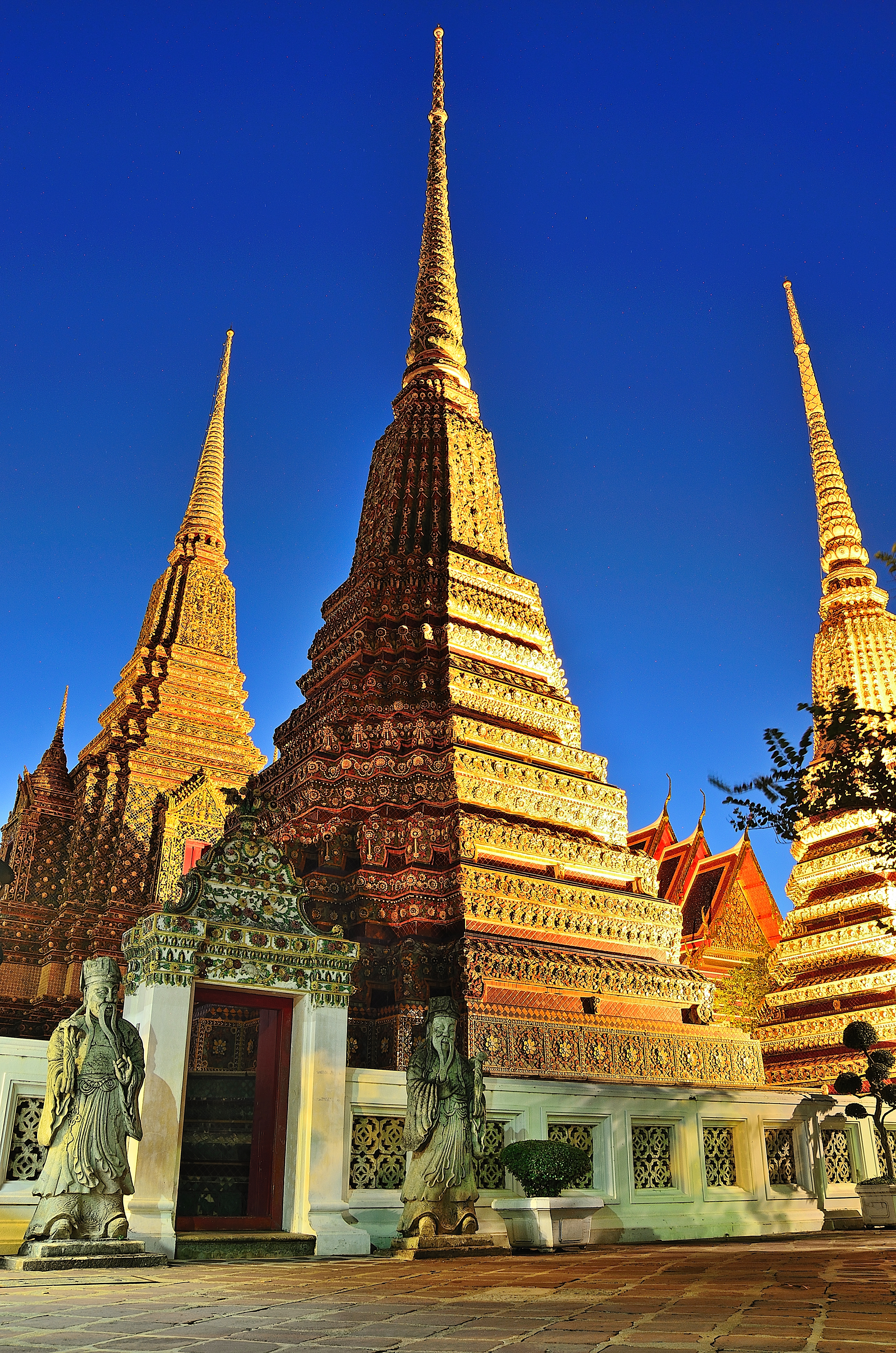
四王寶塔
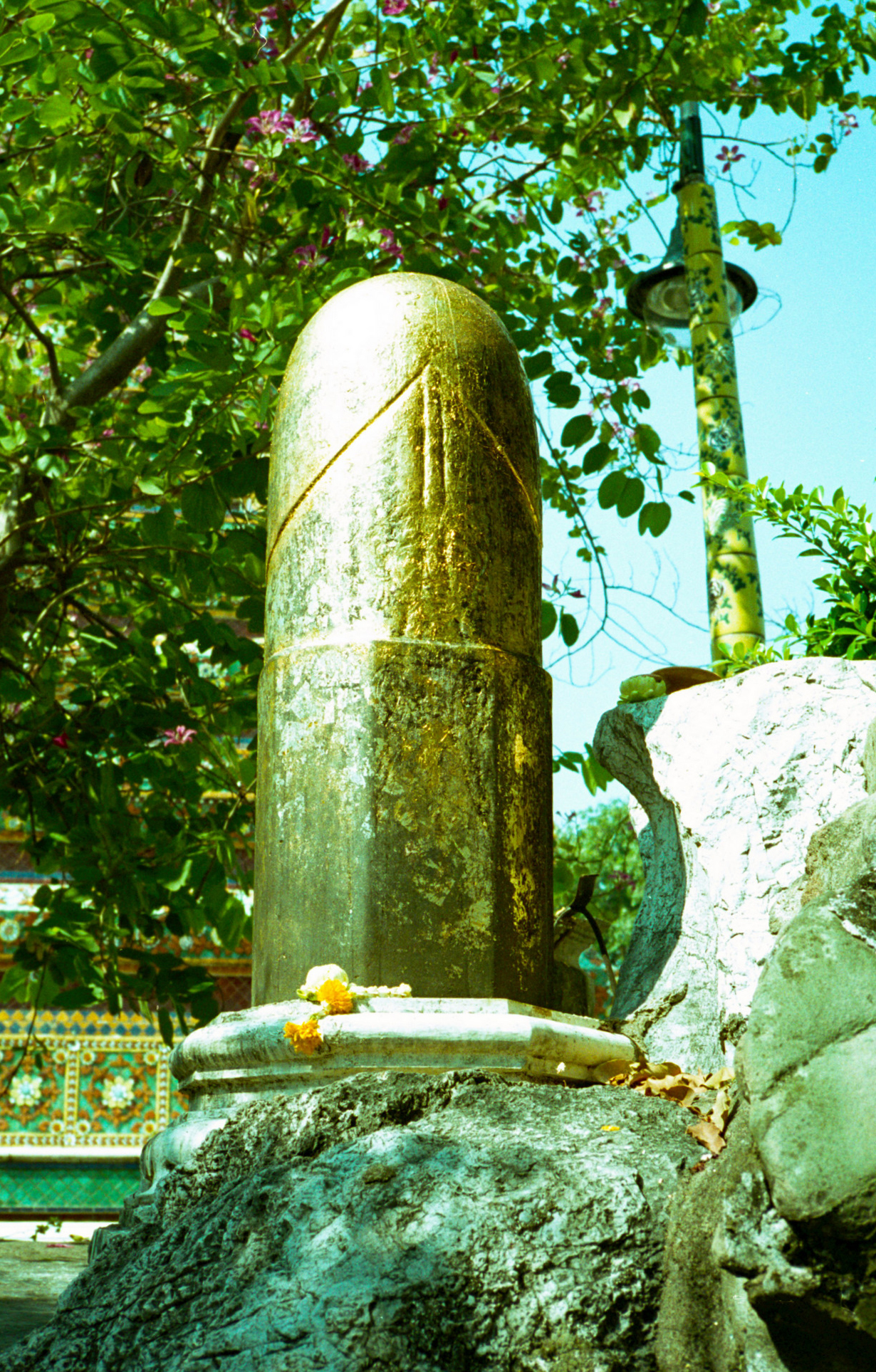
卧佛寺林伽

## 註腳
1. ↑  官方手冊中文字轉寫